# Farbmühle (Pechöfen)
Die Farbmühle in Pechöfen war eine der ersten ihrer Art im böhmischen Teil des Erzgebirges. Sie lag unmittelbar am Pechöfener Bach unterhalb der späteren Ziegelhütte, wurde im Jahre 1611 vom Apotheker Lorenz Berckkau aus Magdeburg errichtet und diente hauptsächlich der Blaufarbenherstellung aus kobalthaltigem Erz. In der ersten Hälfte des 18. Jahrhunderts verschwand das alte Farbmühlgen aus dem Ortsbild.

## Geschichte
Der Johanngeorgenstädter Chronist Johann Christian Engelschall berichtete darüber im Jahre 1723:

„Es wird aber, nachdem der Juglerischen Farb-Mühle gedacht, nicht undienlich seyn, wenn ich auch der ersten Farb-Mühle erwehne, welche in diesen Gebürgen erbauet worden, und zwar an dem so genannten Bachhöfer oder Gräntz-Bach Böhmis. Seite. Derselben Urheber ware Lorentz Bergkau, ein Apotheker aus Magdeburg, welcher auf seiner Reise hinter das Blau-Farbe-machen gekommen, und sich dahero nachgehends ins Gebürg begeben, um allda, und sonderlich im Joachimsthaler Berg-Revier, Kobald-Zechen fündig zu machen. Da ihm nun dieses Vorhaben glücklich von statten gienge, wandete er sich mit seiner Familie völlig hieher, und bauete 1611. an obgedachten Ort an, ware auch, weil ihm die Schneebergischen Kobalden willigst in Zahlung überlassen worden, gar glücklich. Doch dauerte es nicht lange, so brachte Hanß Burckhardt, ein Schneeberischer reicher Fund-Grübner, der nun-mehro von Blau-Farb-machen ziemliche Nachricht mochte eingezogen haben, einen Churfl. Befehl heraus, daß bey hoher Straffe kein Kobald mehr auf Böhmis. Seite durffte geschaffet werden. Da also der Bergkauischen Farb-Mühle ein Grosses abgieng, verkauffte der Besitzer solche aus Verdruß an Martin Peßlern, der sie ferner an erwehnten Hanß Burckhardten überliesse, und indessen die Administration hatte, biß Burckhardt die Schlemer Farb-Mühle im Stand bracht, und weil dieser die Kobalde gelegener, die Erstere nach und nach eingienge.“